# Ruhi Sarıalp
Ruhi Sarıalp (ur. 15 grudnia 1924 w Manisie, zm. 5 marca 2001 w Izmirze) – turecki lekkoatleta, który specjalizował się w trójskoku.
W 1948 na igrzyskach olimpijskich w Londynie zdobył brązowy medal w trójskoku – był to pierwszy w historii Turcji medal olimpijski zdobyty w lekkoatletyce. Na tych samych zawodach bez powodzenia rywalizował także w biegu rozstawnym 4 × 100 metrów. Zwyciężył w nieoficjalnej edycji igrzysk państw basenu Morza Śródziemnego w 1949. W 1950 był trzeci na mistrzostwach Europy.
Rekord życiowy: 15,07 (3 sierpnia 1948, Londyn)

## Osiągnięcia
| Rok  | Impreza                                 | Miejsce  | Pozycja    | Wynik  |
| ---- | --------------------------------------- | -------- | ---------- | ------ |
| 1948 | Igrzyska olimpijskie                    | Londyn   | 3. miejsce | 15,025 |
| 1949 | Nieoficjalne igrzyska śródziemnomorskie | Stambuł  | 1. miejsce | 14,01  |
| 1950 | Mistrzostwa Europy                      | Bruksela | 3. miejsce | 14,53  |